# Dance to This
«Dance to This» — песня австралийского певца Троя Сивана, выпущенная 13 июня 2018 года в качестве четвёртого сингла с альбома Bloom. В записи песни приняла участие американская певица Ариана Гранде.

## История
Сиван впервые официально анонсировал дату релиза и название сингла 11 июня 2018 года, спустя сутки показав 11-секундное превью.
«Dance to This» сочетает такие музыкальные стили как поп и R&B с влиянием 1980-х годов и «приглушенной перкуссией» и «синкопированным, полиритмическим битом».
Песня открывается тяжёлыми битами и мелодичными гитарами, прежде чем присоединиться к «мерцающим барабанным машинам и быстрым синтезаторным клавишам с редким присутствием мечтательных гитар», в конечном итоге создавая «атмосферную связь с массивными барабанами». Лирически песня о домашней вечеринке, когда оставаться дома на кухне и готовить ужин звучит как намного лучшая альтернатива.
Сингл получил положительные отзывы музыкальной критики и интернет-изданий: Katherine Barner из журнала Complex («Эти два голоса — настоящее состязание, сделанное в небесах танцевальной музыки и прекрасно сочетающиеся во время второго припева»), Sasha Geffen из издания Pitchfork.

## Музыкальное видео
Видеоклип для песни был впервые анонсирован в виде тизера с серией картинок на Инстаграме Сиваном и Гранде 28 июня 2018 года. Премьера музыкального видео прошла 19 июля 2018 года.

## Участники записи
По данным Tidal.
- Трой Сиван — вокал
- Ариана Гранде — вокал
- Оскар Холтер — продюсирование
- Рэнди Меррилл — звукоинженер
- John Hanes — звукоинженер
- Сербан Генеа — звукоинженер по микшированию

## Чарты
| Чарт (2018)                                | Высшая позиция |
| ------------------------------------------ | -------------- |
| Австралия (ARIA)                           | 39             |
| Бельгия/Фландрия (Ultratip Bubbling Under) | 36             |
| Канада (Billboard Canadian Hot 100)        | 85             |
| Хорватия (HRT)                             | 97             |
| Чехия (Singles Digitál Top 100)            | 69             |
| Франция (SNEP)                             | 93             |
| Ирландия (IRMA)                            | 52             |
| Новая Зеландия (N.Z. Heatseekers, RMNZ)    | 1              |
| Португалия (AFP)                           | 64             |
| Шотландия (OCC Scotland)                   | 38             |
| Словакия (Singles Digitál Top 100)         | 66             |
| Швеция (Sverigetopplistan)                 | 98             |
| Великобритания (OCC UK Singles)            | 64             |
| США (Billboard Bubbling Under Hot 100)     | 15             |

## Сертификации
| Регион | Сертификация | Продажи |
| --- | ------------ | ------- |
| Австралия (ARIA) | Платиновый   | 70 000  |
| Бразилия (ABPD) | Золотой      | 20,000  |
| Польша (ZPAV) | Золотой      | 10 000  |
| США (RIAA) | Золотой      | 500 000 |
| * Данные о продажах приведены только на основе сертификации. · ^ Данные о тиражах приведены только на основе сертификации. · Данные о продажах + прослушиваниях приведены только на основе сертификации. |              |         |